# Karl Henrich Groos

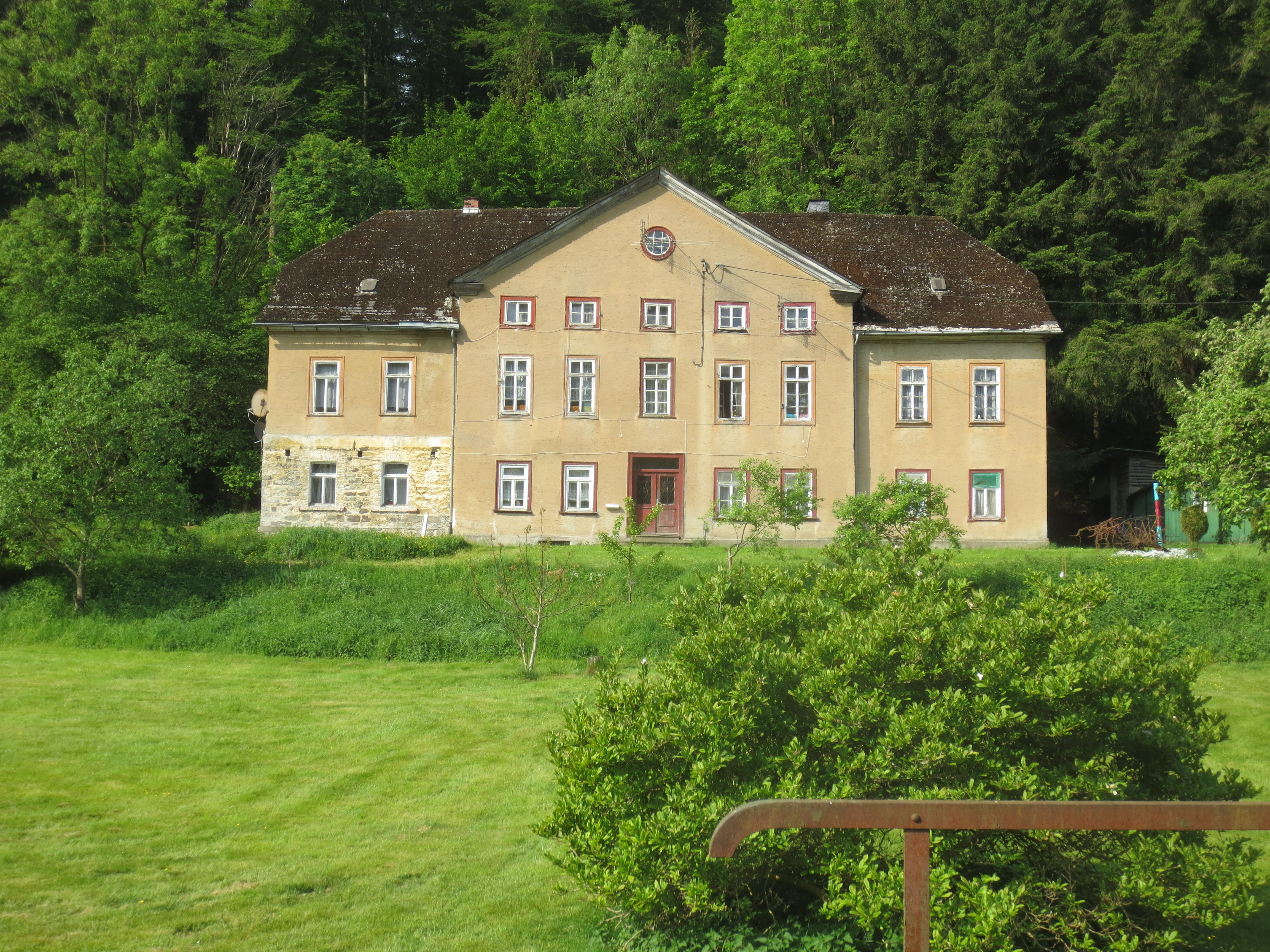
Ehemaliges Domänengebäude auf dem Friedrichshammer

Karl Henrich Groos (* 30. Juni 1771 in Elsoff; † 9. Februar 1858 in Laasphe) war ein deutscher Verwaltungsbeamter und Leiter der Rentkammer in der Grafschaft Sayn-Wittgenstein-Hohenstein.

## Leben und Wirken
Johann Daniel Karl Henrich Groos wurde am 30. Juni 1771 in Elsoff als jüngster Sohn von acht Kindern des evangelischen Geistlichen Johann Konrad Groos und seiner Ehefrau Friederike Groos geboren. Der Vater war 1755 zunächst Pfarrer zu Weidenhausen, wurde 1764 nach Elsoff versetzt und war ab 1774 Pfarrer zu Feudingen. Karl Henrich Groos lebte demnach drei Jahre in Elsoff und wuchs dann in Feudingen auf. 
Am 5. Mai 1789 begann er sein Studium der Kameralwissenschaften an der Universität in Marburg. 1793 trat er als Forstsekretär mit 300 Gulden Gehalt zusammen mit seinem Freund, dem späteren Oberförster Staudinger in Saßmannshausen, in gräflich wittgensteinische Dienste. Die damaligen Verwaltungsverhältnisse unter Graf Friedrich Karl zu Sayn-Wittgenstein-Hohenstein sollen ziemlich ungeordnet gewesen sein. Es fehlte an Geld und Beamten. Groos zeigte sich schnell als tüchtige Arbeitskraft, was seiner Karriere förderlich war. 1803 erfolgte seine Ernennung zum Kammeraufseher. Diese Beförderung war mit einem Wohnsitzwechsel von Saßmannshausen nach Schloss Wittgenstein verbunden. Die Umwälzung, die die Mediatisierung der Grafschaft hervorrief, brachte ein enormes Arbeitspensum mit sich. 1837 wurde Groos zum Kammerdirektor befördert. Groos stand an maßgeblicher Stelle während der napoleonischen und den Anfängen der preußischen Zeit in Wittgenstein. Er erlebte die Zwangsverwaltung und die Ablösungsverträge über die Lasten und Abgaben mit der preußischen Regierung. Während seiner Amtsverwaltung zeigte er, ohne dieses Fach studiert zu haben, großes Interesse für die Forstangelegenheiten der Grafschaft. Die Obstbaumzucht gehörte zu seinen besonderen Neigungen und ein steiniges Grundstück am Schnittelsberg, das ihm der inzwischen gefürstete Standesherr Friedrich Karl schenkte, verwandelte er in einen prächtigen Garten. Mit ausgesuchtem Fleiß wandte er sich dem Baufach zu und manche seiner Häuser zeigen bei großer Einfachheit zugleich schöne Form und Zweckmäßigkeit. Das Domänengebäude auf dem Friedrichshammer bei Laasphe, die Lahnbrücke an der Friedrichshütte sowie die Emmaburg, Wohnsitz der Prinzessin Emma zu Sayn-Wittgenstein-Hohenstein (1802–1862) und ihres Gatten Curt von Bose, gehörten zu seinen Bauten. Er ließ aber auch zwei Häuser im Schatten der Emmaburg errichten, in denen die beiden Landarztpraxen für seine Söhne Eduard und Emil eingerichtet wurden.

## Familie
Groos heiratete am 24. September 1797 in Feudingen Anna Friederike Schaffner, Tochter des nassau-oranischen Oberstleutnants Schaffner aus Diez, mit der er vier Kinder hatte. Das älteste Kind starb mit vier Jahren, die übrigen Kinder machten respektable Karrieren in Wittgenstein:
- Karl Ludwig Albertus Groos (22. Juli 1799 – 4. Dezember 1803)
- Wilhelm Friedrich Groos (28. Juni 1801 – 20. Mai 1874), Landrat des Kreises Wittgenstein ( 1831–1850)
- Emil Groos (12. Oktober 1803 – 23. Dezember 1885), Arzt, fürstlicher Hofrat, Ehrenbürger der Stadt Laasphe
- Eduard Groos (21. Februar 1806 – 12. Dezember 1891), homöopathischer Arzt, fürstlicher Hofrat, Ehrenbürger der Stadt Laasphe.

Karl Henrich Groos starb am 9. Februar 1858 im Alter von 86 Jahren in Laasphe.